# Avraham Šarir
Avraham Šarir (hebrejsky: אברהם שריר, narozen 23. prosince 1932 – 24. března 2017) byl izraelský politik, dlouholetý poslanec Knesetu a ministr izraelských vlád.

## Biografie
Narodil se v Tel Avivu ještě za dob britské mandátní Palestiny. Střední školu vystudoval v Tel Avivu a poté pokračoval ve studiu práv na Hebrejské univerzitě v Jeruzalémě. V letech 1954 až 1964 byl tajemníkem frakce Všeobecných sionistů v Knesetu. V letech 1964 až 1967 působil jako ředitel ekonomického oddělení Židovské agentury ve Spojených státech a v letech 1967 až 1970 jako ředitel koordinačního úřadu ekonomických organizací izraelských zaměstnavatelů. Počátkem 70. let působil v letech 1970 až 1972 jako ekonomický poradce města Atlanta a pak až do roku 1974 jako ekonomický poradce v západní části Spojených států. Po návratu do Izraele byl od roku 1974 do roku 1977 generálním tajemníkem Liberální strany a předsedou jejího národního výboru.
Ve volbách v roce 1977 byl zvolen poslancem Knesetu za stranu Likud a ve volbách uspěl i v následujících letech 1981, 1984 a 1988. Během svého funkčního období zastával ve dvanáctém Knesetu funkci člena výborů izraelského parlamentu, jmenovitě pak finančního výboru, vlivného výboru zahraničních věcí a obrany. V 80. letech pak zastával funkce ministra turismu a ministra spravedlnosti (v desátém, respektive jedenáctém Knesetu).
V roce 1990 vystoupil z Likudu, aby založil Novou liberální stranu. V dubnu téhož roku se zapojil do událostí známých jako „špinavý trik“ tím, že se přidal k pokusu Šimona Perese na vytvoření vlády s těsnou většinou. Když Peresův pokus selhal, vyslyšel výzvu premiéra Jicchaka Šamira a vrátil se zpět do Likudu. O funkci poslance přišel ve volbách v roce 1992.